# Irisbus Europolis
Irisbus Europolis (Iveco 200) — серия городских автобусов среднего класса производства Iveco и Irisbus.

## История
В 1996 году стартовало производство автобусов Cacciamali TCM 105 на итальянском шасси Iveco. В 1998 году производство было передано с завода Cacciamali на завод Iveco, где производство длилось до 2002 года. Поначалу на автобус ставили только дизельный двигатель внутреннего сгорания Fiat 8060.45. В 2003 году модельный ряд наполнился гибридными автобусами с электродвигателем Siemens и ДВС Fiat-IVECO Sofim, а также электробусами. Электробусы обогащены натрий-никель-хлорными батареями напряжением 256 А, тогда как гибридные автобусы обогащены никель-кадмиевыми батареями напряжением 85 А. Последние модели выпускались в 2002—2010 годах на заводе Irisbus.

## Iveco Astra
В 2001—2008 годах исследовательское подразделение Iveco ALTRA производило 50 экземпляров гибридных автобусов и электробусов для дополнения модельного ряда Europolis. 4 из них эксплуатировалось в Парме, 5 из них проходили испытания в Лионе, 3 из них возили на горнолыжный курорт Валь-д'Изер в феврале 2009 года.

## Галерея

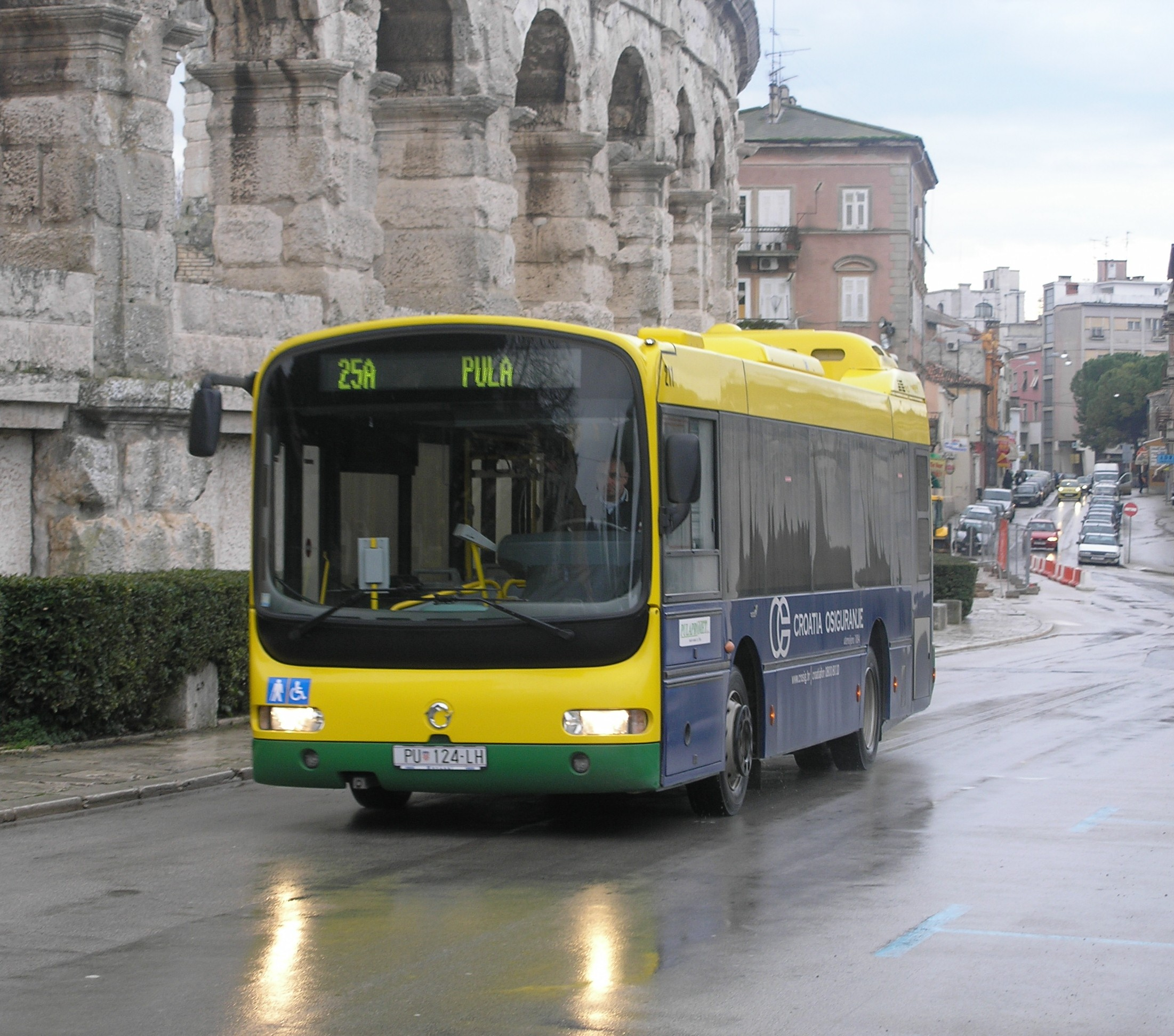
Irisbus Europolis в Пуле, Хорватия
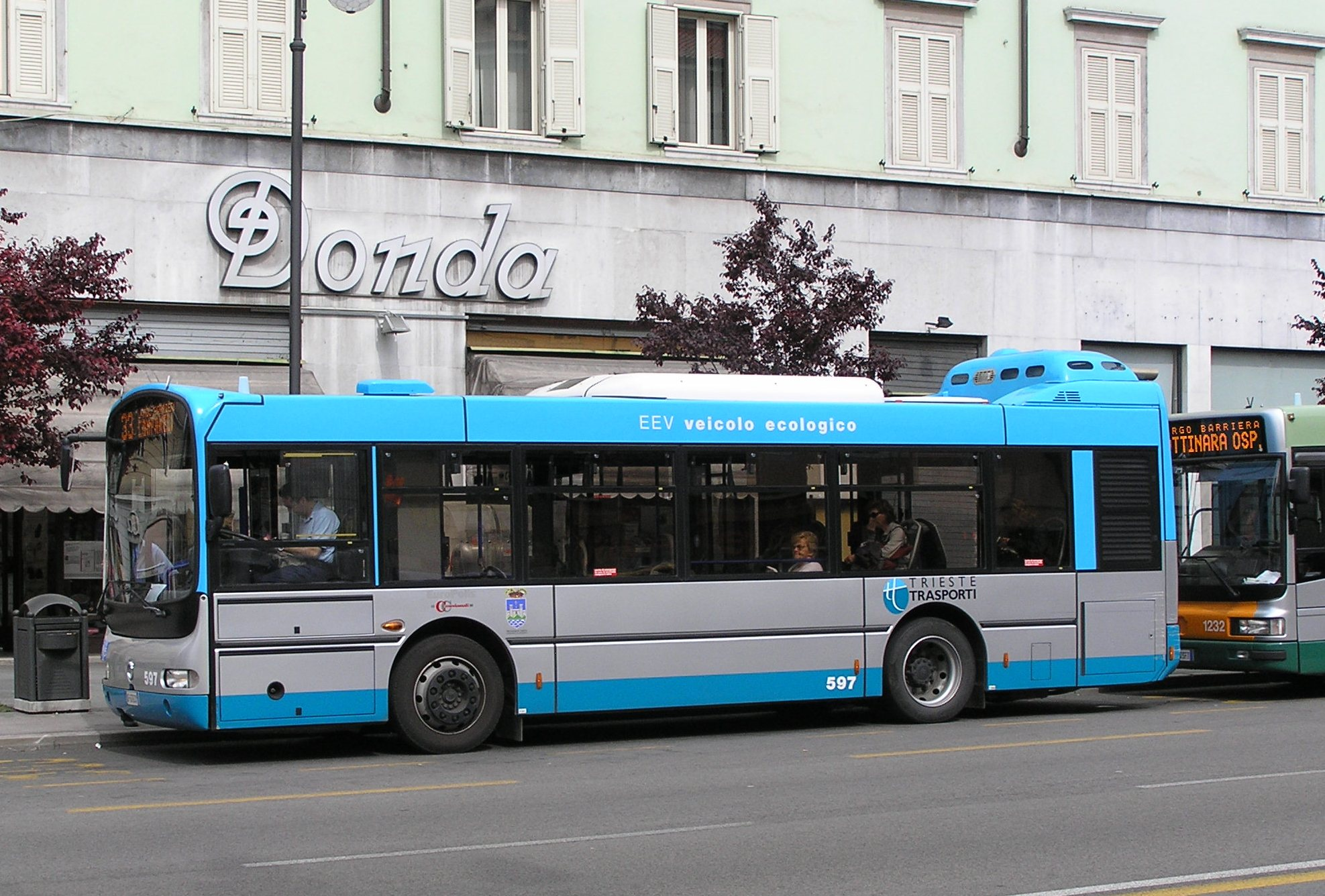
Irisbus Europolis в Триесте, Италия